# Сергій Кірілов
Сергій Кірілов (рум. Sergiu Chirilov; нар. 5 червня 1973, Шолданешти, Молдавська РСР) — радянський та молдовський футболіст та футзаліст, нападник, по завершенні кар'єри — футбольний тренер. Директор Спеціалізованої футбольної спортивної школи №1.

## Клубна кар'єра
Футбольну кар'єру розпочав 1990 року в «Ністру», яке виступало в Другій лізі чемпіонату СРСР. У 1992 році разом з вище вказаною командою дебютував у вищому дивізіоні чемпіонату Молдови. Того ж року виграв зі столичним клубом чемпіонат Молдови, а потім переїхав до «Універсулу» (Чучулень). Потім перейшов до «Олімпії» (Сату-Маре) з Другої ліги, в якій виступав до завершення сезону 1992/93 років. 
У 1993 році повернувся до кишинівського «Зімбру», але по ходу сезону 1993/94 років перейшов до румунського першолігового «Спортула Студенцеск». Виступав у команді до завершення сезону 1995/96 років. Потім перейшов до бельгійського «Шарлеруа». У 1997 році перейшов до «Ністру» (Атаки), звідки переходив в оренду до «Конструкторула» та «Рапіда» (Бухарест).
У 2000 році став гравцем «Унірі» (Алба-Юлія) з Другої ліги Румунії. По завершення сезону 2000/01 років перейшов до молдовського «Агро» (Кишинів), а в 2002 році перебрався до російської «СКА-Енергії» з Хабаровська (Другий дивізіон). У 2003 році переїхав з Росії до іранського «Зоб Агана». Провів у вище вказаному клубі сезон 2003/04 років, а потім наступні три сезони виступав за кишинівський «Зімбру». Двічі вигравав срібні нагороди чемпіонату Молдови (2006, 2007) і один раз Кубок Молдови (2007). Футбольну кар'єру завершив 2007 року. 

## Кар'єра в збірній
У футболці національної збірної Молдови дебютував 15 листопада 1995 року в переможному (3:2) матчі кваліфікації чемпіонату Європи 1996 року проти Грузії. У 1995—1999 році зіграв 12 матчів за національну команду.

## Кар'єра тренера
Сергій Кірілов має тренерську ліцензію УЄФА категорії PRO. З 2007 по липень 2008 року був другим тренером молодіжної збірної Молдови. У 2008 році став головним тренером юнацької збірної Молдови (U-16). З 2008 по 2010 рік працював головним тренером молодіжної збірної Молдови, у своєму дебютному матчі здобув перемогу (1:0) над Німеччиною. У 2012-2013 роках працював спортивним директором у клубі «Реал-Саксес». З 19 червня 2013 року працював головним тренером другої команди «Зімбру» (Кишинів). З 5 квітня 2021 року працює директором Спеціалізованої футбольної спортивної школи №1.

## Досягнення
«Зімбру» (Кишинів)
- Національний Дивізіон Молдови
  -  Чемпіон (1): 1992

- Кубок Молдови
  -  Володар (1): 2006/07

«Рапід» (Бухарест)
- Ліга I
  -  Срібний призер (1): 1999/2000

«Зоб Аган»
- Про-ліга Перської затоки
  -  Срібний призер (1): 2004